# 歩兵第308連隊
歩兵第308連隊（ほへいだい308れんたい、歩兵第三百八聯隊）は、大日本帝国陸軍の連隊の一つ。

## 沿革
太平洋戦争末期の1945年（昭和20年）7月30日、第三次兵備により本土決戦に備え新設された第222師団の歩兵連隊の一つとして秋田で編成された。兵力補充は弘前師管区の歩兵第2補充隊で担当した。岩手県西磐井郡一関町（現一関市）付近にて防衛準備中に終戦を迎えた。

## 歴代連隊長
| 代 | 氏名     | 在任期間        | 出身校・期 | 備考 |
| -- | -------- | --------------- | ---------- | ---- |
| 1  | 上沼利清 | 1945.7.1 - 終戦 | 陸士39期   | 中佐 |